# Nada Hafez
Pour les articles homonymes, voir Hafez.
Nada Atawia Hafez, née le 28 août 1997, est une escrimeuse égyptienne.

## Carrière
Nada Hafez est médaillée d'argent en sabre par équipes et médaillée de bronze en sabre individuel aux Championnats d'Afrique 2014. Aux Championnats d'Afrique 2015, elle est médaillée d'argent en sabre par équipes, avant de remporter l'or en sabre par équipes aux Jeux africains de 2015 puis le bronze en sabre par équipes aux Championnats d'Afrique 2016.
Nada Hafez participe au tournoi de sabre féminin individuel aux Jeux olympiques d'été de 2016 à Rio de Janeiro, où elle est éliminée d'entrée de jeu par la Vénézuélienne Alejandra Benítez.
Elle remporte la médaille d'argent en sabre individuel aux Championnats d'Afrique 2018. Aux Championnats d'Afrique 2019, elle obtient la médaille d'argent en sabre par équipes et la médaille de bronze en sabre individuel.
Elle est ensuite médaillée d'or en sabre individuel et par équipes aux Jeux africains de 2019.
Elle participe aux Jeux olympiques en 2021.
Elle est médaillée d'argent en sabre individuel ainsi que médaillée de bronze en sabre par équipes aux Championnats d'Afrique 2022 à Casablanca.
Elle est médaillée d'or en sabre par équipes et médaillée d'argent en sabre individuel aux Championnats d'Afrique 2023 au Caire.
Aux Jeux olympiques d'été de 2024, elle est éliminée en huitième de finales par la Sud-Coréenne Jeon Ha-young après avoir éliminé l'Américaine Elizabeth Tartakovsky (en). Le soir même, elle annonce sur Instagram être enceinte de sept mois, une grossesse tenue secrète jusque-là.